# IC 5061
IC 5061 је тројна звијезда у сазвјежђу Водолија која се налази на листи објеката дубоког неба у Индекс каталогу.
Деклинација објекта је + 0° 20' 12" а ректасцензија 20h 47m 37,2s.